# 媽媽·吉利·小叮噹
《媽媽、吉利、小叮噹》是1988年中國電視公司八點檔連續劇，播出期間為1988年8月1日至9月23日，永真電視電影製作，製作人周遊、李朝永，主演包括潘迎紫、姜厚任、羅璧玲、潘哲蒲、廖威凱、宋憲宏、雷威遠、檢場、郎雄等人。
本劇是周遊製作的第二部中視暑假八點檔連續劇（第一部是1987年《靈山神箭》），1988年6月中旬開拍。本劇是潘迎紫自《一加一不等於二》之後再次出演中視八點檔喜劇，也是她首次出演八點檔喜劇。本劇是台灣電視史上首部以寵物為主角的八點檔連續劇，寵物狗「吉利」為本劇主角之一；1989年中視八點檔連續劇《好小子吉利》可視為該劇的姊妹篇，製作人相同。片頭曲兼片尾曲〈我們是最好的朋友〉，陳佳明作詞，巫啟賢作曲，伊能靜、方文琳、裘海正、巫啟賢主唱。
2018年7月6日，YouTube頻道「中視經典戲劇」（原「台灣經典戲劇」）開始上傳本劇中視官方完整版。

## 劇情大綱
華娃娃是一個單親媽媽，獨力撫養兩個兒子叮叮、噹噹。寵物狗吉利闖進娃娃家，成為娃娃家的寵物。劇情圍繞在娃娃、吉利、叮叮與噹噹周遭的趣事。

## 工作人員
第1集片頭工作人員表
- 製作人：周遊、李朝永
- 編劇：溫麗芳
- 編審：蔣子安
- 執行製作：陳玄白
- 製作助理：楊來順、陳松尾
- 剪輯：趙雄成
- 外景攝影：張自強
- 外景燈光：傅清榮
- 外景錄影：石恩德
- 外景副導演：潘信華
- 外景導演：李朝永

第1集片尾工作人員表
- 技術指導：黃雁國、周文雄
- 攝影：陳志豪、林永福、吳明達、吳智雄、林正義、王安寧
- 燈光：廖啟義、陳炳在、韋聰文、陳啟瑞
- 視訊：許澄源、吳明宗
- 音訊：徐秀吉、黃茂雄、陳天送、陳康德
- 化妝：林麗卿、鄭阿滿、張數珠
- 髮型設計：嬌點
- 美術指導：陳維沅
- 音效指導：李林
- 現場指導：張家梁、林添
- 助理導播：賀香英、彭澤惠
- 導播：曾斐莉、劉應鐘

## 演員
- 潘迎紫飾華娃娃
- 吉利飾吉利，配音員不公開
- 潘哲蒲飾叮叮
- 廖威凱（凱凱）飾噹噹
- 姜厚任飾陳俊孝
- 檢場飾賊甲
- 王利飾評審
- 王志剛飾評審
- 郎雄飾老人
- 羅璧玲飾朱致柔
- 潘信華飾文亮
- 龍天翔飾阿勇
- 李婉寧飾朱珠
- 張志群飾阿雄
- 雷威遠飾朱致強
- 宋憲宏飾華不凡
- 謝屏楠飾沈大任
- 沈啟東飾吉利訓練師
- 楚勝羽飾阿東
- 孫亞東飾小鄒
- 韋弘飾老大哥
- 翟玉娘飾林達
- 吳佳珊飾珊珊（雄母）
- 金永祥飾老古
- 林安妮飾薇薇
- 王國輝飾查理
- 文寶生飾傑克

## 軼事
- 潘迎紫於本劇中所駕駛的五門房車，是1982年至1994年雪鐵龍所生產的雪鐵龍BX（第1集初登場）。
- 吉利是來自英格蘭的剛毛獵狐㹴（英语：Wire Fox Terrier），花費新台幣十六萬元、以八個月時間訓練完成[3]。本劇續作《好小子吉利》開播日，中視播出百是傳播黃義雄製作、中視大樂隊伴奏的特別節目《神仙、老虎、狗》宣傳《好小子吉利》，導播白汝珊安排吉利成為主持人張菲第一個訪問的來賓。
- 本劇片頭中，中國電視大廈一樓大廳入鏡[4]。